# Karl Göppel
Karl Göppel (Zürich, 1924. július 13. –) svájci nemzetközi labdarúgó-játékvezető.

## Pályafutása

### Nemzeti kupamérkőzések
Vezetett Kupa-döntők száma: 1

#### Svájci Kupa
| Időpont         | Helyszín               | Mérkőzés típusa | Mérkőzés                   | Eredmény | Nézők száma |
| --------------- | ---------------------- | --------------- | -------------------------- | -------- | ----------- |
| 1967. május 15. | Wankdorf Stadion, Bern | döntő           | FC Basel–FC Lausanne-Sport | 2 : 1    | 45 000      |

### Nemzetközi játékvezetés
A Svájci labdarúgó-szövetség JB 1967-ben terjesztette fel nemzetközi játékvezetőnek, a Nemzetközi Labdarúgó-szövetség (FIFA) bírói közé. Több nemzetek közötti válogatott és klubmérkőzést vezetett. A svájci nemzetközi játékvezetők rangsorában, a világbajnokság-Európa-bajnokság sorrendjében többedmagával a 18. helyet foglalja el 2 találkozó szolgálatával. Az aktív nemzetközi játékvezetést 1993-ban fejezte be.

#### Európa-bajnokság
Kettő európai-labdarúgótorna döntőjéhez vezető úton Olaszországba a III., az 1968-as labdarúgó-Európa-bajnokságra, illetve Belgiumba a IV., az 1972-es labdarúgó-Európa-bajnokságra az UEFA JB bírói szolgálattal bízta meg.
| Időpont           | Helyszín                        | Mérkőzés típusa           | Mérkőzés          | Eredmény | Nézők száma |
| ----------------- | ------------------------------- | ------------------------- | ----------------- | -------- | ----------- |
| 1967. március 19. | Josy Barthel Stadion, Luxemburg | előselejtező (7. csoport) | Luxemburg–Belgium | 0 : 5    | 9 107       |
| 1971. október 10. | Linzer Stadion, Linz            | előselejtező (6. csoport) | Ausztria–Írország | 1 : 0    | 15 050      |